# Elmar Nascimento
Elmar José Vieira Nascimento, ou simplesmente Elmar Nascimento, (Campo Formoso, 6 de julho de 1970), é um político e advogado brasileiro, filiado ao União Brasil (UNIÃO). Está em seu terceiro mandato como deputado federal pela Bahia.

## Carreira
Elmar Nascimento é Bacharel em Direito graduado pela Universidade Católica de Salvador em 1993, e pós-graduado pela Fundação Faculdade de Direito da Bahia em 1996. Seu primeiro cargo eletivo foi como vereador em Campo Formoso, cargo para o qual elegeu-se em 1996 e reelegeu-se em 2000. Em 2002 conquistou vaga de Deputado Estadual, com reeleição em 2006 e em 2010. Nas eleições de 2014 chegou à Câmara dos Deputados  com 88.334 votos. Em 2018 foi reeleito para o segundo mandato federal com 103.823 votos. Em 2022 foi reeleito pela 3ª vez com 175.439 votos.

### Atuação na Câmara dos Deputados
Líder do Democratas na Câmara em 2019, o deputado Elmar Nascimento tem conduzido votações de matérias defendidas pelo Democratas, Hoje União Brasil.

### Atuação na Câmara de Vereadores de Campo Formoso
Seu primeiro cargo eletivo foi como vereador em Campo Formoso, cargo para o qual elegeu-se em 1996 e reelegeu-se em 2000.

### Cassação de mandato de Eduardo Cunha
Elmar Nascimento foi escolhido para ser o relator, na Comissão de Constituição e Justiça, dos recursos da defesa no processo que pediu a cassação do mandato de Cunha. Elmar Nascimento era colega de Eduardo Cunha, então presidente da Câmara, que posteriormente foi afastado. Em 15 de Junho de 2016, Elmar deixou a relatoria do caso. Ele já tinha declarado desconforto por ser do mesmo partido de Marcos Rogério, autor do parecer que defendeu a cassação de Cunha no Conselho de Ética e que havia sido aprovado no dia anterior. Após a aprovação do parecer, há o prazo de cinco dias após a publicação no Diário da Câmara para que a defesa de Cunha apresente novos recursos. Estes e os já apresentados seriam relatados por Elmar Nascimento na CCJ. Os outros dois recursos que já foram apresentados pedem a nulidade do processo que tramitou por oito meses, indicando o impedimento do presidente do conselho, deputado José Carlos Araújo, e alegando cerceamento do direito de defesa.

### Votações de 2017
Em abril de 2017 votou a favor da Reforma Trabalhista. Em agosto de 2017 votou contra o processo em que se pedia abertura de investigação do então Presidente Michel Temer, ajudando a arquivar a denúncia do Ministério Público Federal.

## Controvérsias

### Impunidade a políticos acusados de assassinato
Em 10 de abril de 2024, Elmar Nascimento (UNIÃO-BA) foi um dos deputados federais que votou no plenário da Câmara dos Deputados em favor da soltura do deputado Chiquinho Brazão que é acusado pela Polícia Federal de ser mandante do assassinato da ex-vereadora carioca Marielle Franco e, também, de possuir vínculos com organizações criminosas milicianas do Rio de Janeiro. Esta decisão de ser contrária à prisão de um deputado federal acusado de assassinato e que foi considerado como perigoso para a Justiça Brasileira foi tomada por todos os membros do partido União Brasil.

### Operação Overclean da Polícia Federal
Em 17 de julho de 2025, o irmão do deputado, prefeito Elmo Aluizio Vieira Nascimento, do município de Campo Formoso (BA) e o primo do deputado, vereador Francisco Manoel do Nascimento Neto, da mesma cidade, foram na lista dos alvos da uma fase da Operação Overclean da Polícia Federal, que investiga o desvio de recursos de emendas parlamentares em cidades da Bahia. O deputado Elmar Nascimento não foi entre os alvos da operação.

## Vida pessoal
Elmar Nascimento é casado e pai de duas filhas.

## Desempenho eleitoral
| Ano  | Eleição                    | Partido | Candidato a       | Votos   | %     | Resultado | Ref    |
| ---- | -------------------------- | ------- | ----------------- | ------- | ----- | --------- | ------ |
| 1996 | Municipal de Campo Formoso | PMDB    | Vereador          | ?       | ?     | Eleito    |        |
| 2000 | Municipal de Campo Formoso | PMDB    | Vereador          | ?       | ?     | Eleito    |        |
| 2002 | Estaduais na Bahia         | PMDB    | Deputado estadual | 24.450  | 0,41% | Eleito    | [ 11 ] |
| 2006 | Estaduais na Bahia         | PL      | Deputado estadual | 50.541  | 0,78% | Eleito    | [ 12 ] |
| 2010 | Estaduais na Bahia         | PR      | Deputado federal  | 38.406  | 0,57% | Eleito    | [ 13 ] |
| 2014 | Estaduais na Bahia         | DEM     | Deputado federal  | 88.334  | 1,33% | Eleito    | [ 14 ] |
| 2018 | Estaduais na Bahia         | DEM     | Deputado federal  | 103.823 | 1,51% | Eleito    | [ 15 ] |
| 2022 | Estaduais na Bahia         | UNIÃO   | Deputado federal  | 175.439 | 2,20% | Eleito    | [ 16 ] |

## Ligações Externas
- Perfil Oficial no portal da Câmara dos Deputados
- Perfil Oficial no portal da Assembleia Legislativa da Bahia